# Pseudemys
Pseudemys – rodzaj żółwi z rodziny żółwi błotnych (Emydidae).

## Zasięg występowania
Rodzaj obejmuje gatunki występujące w środkowej i wschodniej Ameryce Północnej (Stany Zjednoczone i Meksyk).

## Systematyka

### Etymologia
- Pseudemys: gr. ψευδος pseudos „fałszywy”[7]; rodzaj Emys A.M.C. Duméril, 1806.
- Ptychemys: gr. πτυξ ptux, πτυχος ptukhos „fałda, warstwa”, od πτυσσω ptussō „sfałdować”[8]; εμυς emus, εμυδος emudos „żółw wodny”[9]. Gatunek typowy: Testudo concinna Le Conte, 1830.
- Nectemys: gr. νηκτος nēktos „pływający, wodny”[10]; εμυς emus, εμυδος emudos „żółw wodny”[9]. Nazwa zastępcza dla Ptychemys Agassiz, 1857.

### Podział systematyczny
Do rodzaju należą następujące gatunki: 
- Pseudemys alabamensis Baur, 1893
- Pseudemys concinna (Le Conte, 1830) – żółw żółtobrzuchy[11]
- Pseudemys floridana (Le Conte, 1830)
- Pseudemys gorzugi Ward, 1984
- Pseudemys nelsoni Carr, 1938
- Pseudemys peninsularis Carr, 1938
- Pseudemys rubriventris (Le Conte, 1830) – żółw czerwonobrzuchy[11]
- Pseudemys texana Baur, 1893